# Gershom

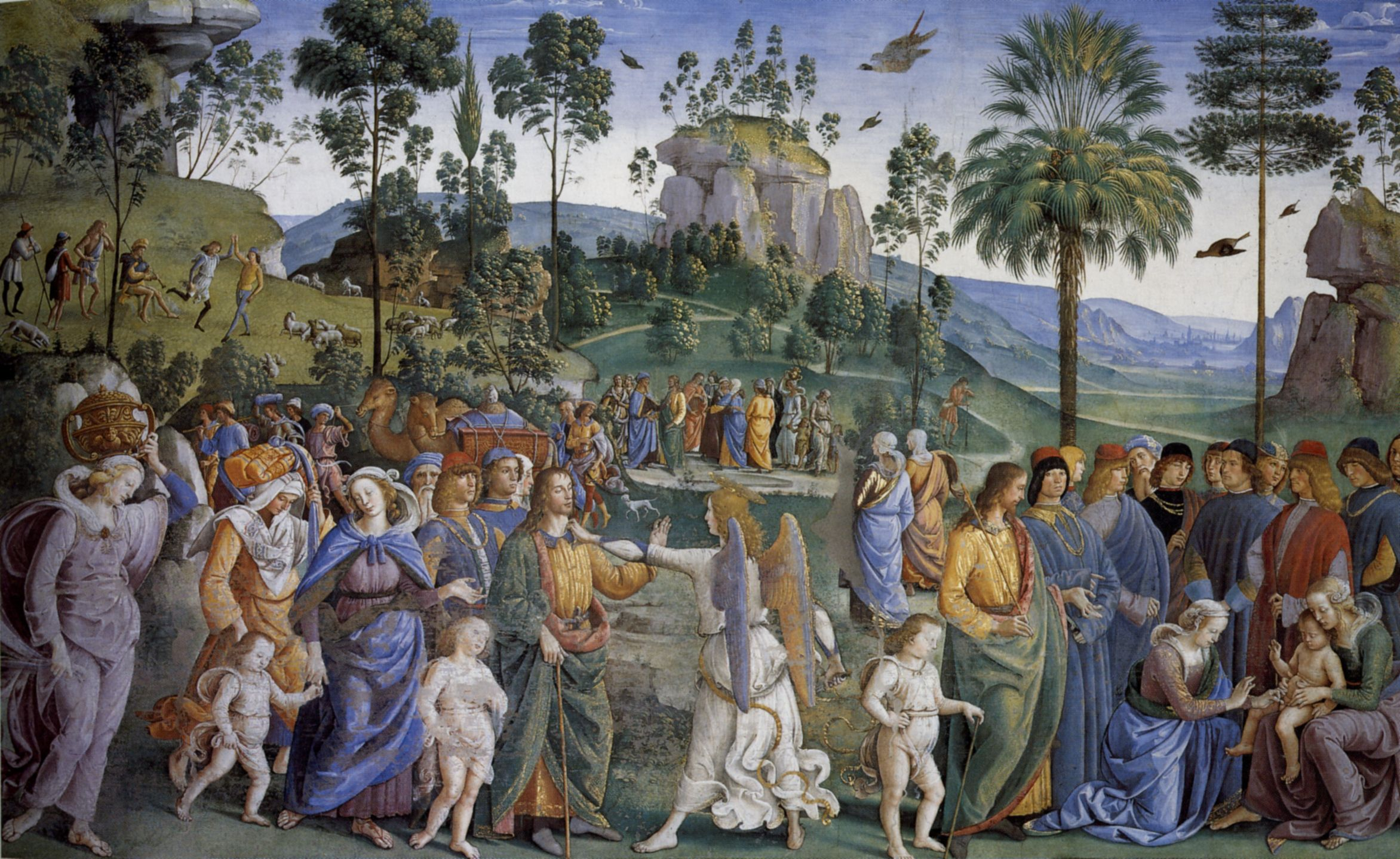
Dans la troisième scène au premier plan à droite de la fresque du Pérugin, Le Voyage de Moïse en Égypte, Séphora, le couteau à la main, circoncit Guershom.

Gershom ou Guershom (hébreu : גֵּרְשֹׁם, jeu de mots avec l’hébreu : גר שם, « ger sham », « étranger en ces lieux »), en latin Gersam, est le fils aîné de Moïse et de Séphora, fille de Jethro, le prêtre des Madianites. Né dans le pays de Madian, le rédacteur biblique réalise un jeu de mots avec le terme hébraïque « étranger » pour rappeler que, comme son père, il est  émigré en terre étrangère, faisant référence à la communauté égyptienne d'adoption de Moïse.

## Récit biblique
Moïse, étant adopté par la fille du pharaon égyptien, n'a pas subi le rite de la circoncision. À cette faute est attribuée la maladie qui le met en danger de mort. Aussi quand Séphora pratique la circoncision sur son fils, elle jette le prépuce coupé de Gershom sur les pieds de son mari, réalisant ainsi sur Moïse une circoncision par procuration.
Selon le Livre des Juges, Gershom a un fils, Yehonatân (Jonathan), dont les descendants sont les prêtres pour la tribu des Danites, jusqu’à l’époque de la déportation du pays. Le texte massorétique en fait le fils de Manassé. Le scribe massorète ajoute la lettre suspendue nun entre les deux premières lettres du nom de Moïse pour substituer Manassé à Moïse. Il réalise une correction dogmatique pour faire lire « Jonathan, fils de Gershom, fils de Manassé » et non plus « Jonathan, fils de Gershom, fils de Moïse ». Les massorètes étaient en effet scandalisés que la descendance mosaïque ait pu servir la tribu de Dan frappée d'apostasie. La Septante et la Vulgate reprennent cette correction dogmatique.
Gershom est un lévite, sans doute un personnage qui s'est réclamé de la descendance mosaïque et que le rédacteur biblique a voulu rattacher à la tradition plus ancienne du Livre des Juges.